# Sant Cristòfol de Cogolls
Sant Cristòfol és l'església parroquial del poble de Cogolls (part del municipi garrotxí de les Planes). Dedicada a Cristòfor de Lícia, l'església ha estat molt modificada, amb un resultat poc harmònic. Sobre la porta d'entrada, que té una llinda de pedra treballada, hi ha un petit porxo cobert amb una teulada. A la petita capella hi ha la data de 1753, i devia tenir una imatge. La nau acaba en un absis semicircular eixalbat i, al primer cos, la teulada és a un sol vessant. A la part posterior hi ha un campanar de forma quadrada, adossat a la capella i acabat en punta, que encara conserva les campanes, si bé la construcció de la torre d'aquest campanar és més tardana. El lloc apareix documentat el 1090, quan un personatge anomenat Ponç va fer donació al monestir de Santa Maria d'Amer d'una heretat situada a la parròquia de Sant Cristòfol de Cogolls.